# Kopete
Kopete je multiprotokolový GNU-GPL software pro rychlou výměnu zpráv. Podporující XMPP, Google Talk, ICQ, AIM, Gadu-Gadu, GroupWise, IRC, .NET Messenger Service, SMS a Yahoo! Messenger. Kopete bylo navrženo pro integraci do prostředí KDE.
Název pochází z chilské (původní tvůrce, Duncan Mac-Vicar Prett, je Chilan) španělštiny, kde slovo copete („chochol, trs, chomáč, kupa“) má i pozměněný význam: je slangovým označením pro alkoholické nápoje.
Program není od roku 2008 vyvíjen a je nahrazován softwarem Telephaty.

## Protokoly
Kopete podporuje tyto protokoly:
- AOL Instant Messenger
- Gadu-Gadu
- ICQ
- Internet Relay Chat
- XMPP's jingle pro hlasovou komunikaci (stejné jako používá Google Talk)
- Windows Live Messenger
- Novell GroupWise
- SMS
- Skype (přes Kopete Skype) (Kopete tuto službu již nepodporuje)
- Yahoo! Messenger
- Lotus Sametime přes Meanwhile plugin

## Vlastnosti
- Seskupení více komunikačních vláken v jednom okně, s přepínání pomocí záložek.
- Nastavení účtů pro připojení k více účtů zároveň (dokonce i stejného druhu).
- Vlastní jména pro kontakty.
- Metakontaky – sdružující více kontaktů stejné osoby do jedné metaosoby.
- Vlastní upozornění pro metakontaky.
- Podpora KAddressBook a integrace KMail.
- Ukládání konverzace. (novější verze)
- Vlastní styl chatovacího okna přes XSL a kaskádové styly.
- Vlastní emotikony (smajlíci).
- Nastavení upozorňování, například vyskakování okna, přehrání zvuku atd.
- Podpora webové kamery pro MSN and Yahoo!
- Kontrola pravopisu během chatování (kde s aspell)

## Pluginy
Kopete v základní konfiguraci podporuje následující funkce. 
- Automatické nahrazování
- Status
- Poznámky ke kontaktu
- Šifrování
- Zvýraznění
- Historie konverzace
- KopeteTeX
- Automatické přepínání do stavu pryč.
- Nyní naslouchám
- Statistika
- Textové efekty
- Překladač
- Přítomnost na webu

## Historie projektu
- 26. prosince 2001 – Duncan Mac-Vicar Prett začal s programováním poté, co díky změně protokolu se Licq nemohlo připojit na ICQ
- Po pár týdnech učení se KDE API, bylo již Licq spraveno, zaměřuje se na Kopete, ze kterého má vzniknout jednoduše rozšiřitelný multiprotokolový client.
- Nick Betcher se připojuje k Duncanovi. Nick Naprogramoval kód AIM pluginu na Kit AIM enginu, zatímco ICQ plugin byl postaven na KxICQ engine, nazývaném KxEngine. Duncan pokračoval na jádře kopete a základě .NET Messenger Service pluginu, postaveném na kódu KMerlin protokolu.
- 3. března 2002 – Vydáno Kopete 0.2
- 5. dubna 2002 – Vydáno Kopete 0.3. Mezi nové vlastnosti patří upozorňování na nové události a IRC plugin od Nicka Betchera. Podpora smajlíků a historie.
- Další programátoři se připojili k týmu, včetně Martijna Klingense, který je odpovědný za řízení hluboké restrukturalizace Kopete pro její lepší a jednodušší spravování.
- 1. července 2002 – Vydáno Kopete 0.4. Nový Jabber plugin od Daniela Stone.
- 16. červenec 2002 – Vydáno Kopete 0.4.2.
- 30. září 2002 – Vydáno Kopete 0.5. Připojil se Olivier Goffart, který je odpovědný spolu s Martijn Klingensem za vytvoření plně vyvinutého .NET Messenger Service pluginu. Také byl představen nový koncept Metakontaktu. ICQ plugin byl postaven na SIM.
- 9. února 2003 – Vydáno Kopete 0.6. Začal velký rozvoj dalších pluginů
- 8. srpna 2003 – Po velkém vypouštěcím cyklu bylo Kopete 0.7 vydáno. Mezi jinými ICQ plugin podporoval více účtů ICQ. ICQ plugin se vrátil na původní kódovaný Tomem Linksy za pomoci Stefana Gehna. Jason Keirstead přepsal plugin IRC. Nový plugin Yahoo!
- 11. srpna 2003 – Vydáno Kopete 0.7.1.
- 31. srpna 2003 – Vydáno Kopete CVS HEAD byla přesunut a do kdenetwork balíčku KDE.
- 9. září 2003 – Vydáno Kopete 0.7.2. Podpora nového MSNp9 protocol.
- 8. října 2003 – Vydáno Kopete 0.7.3, oprava změn v Yahoo! protokolu.
- 30. října 2003 – Vydáno Kopete 0.8 Beta 1, která má poskytnout představu o další verzi.
- 11. listopad 2003 – Vydáno Kopete 0.7.4, opraven .NET Messenger Service protocol.
- 17. prosince 2004 – Vydáno Kopete 0.9.2
- 16. března 2005 – Vydáno Kopete 0.10.0, obsaženo v KDE 3.4
- 8. srpna 2005 – Vydáno Kopete 0.10.3
- 13. října 2005 – Vydáno Kopete 0.10.4, obsaženo v KDE 3.4.3.
- 29. listopadu 2005 – Vydáno Kopete 0.11, obsaženo v KDE 3.5
- 1. července 2006 – Vydáno Kopete 0.12.0
- 13. července 2006 – Vydáno Kopete 0.12.1
- 11. srpna 2006 – Vydáno Kopete 0.12.2, obsaženo v KDE 3.5.5
- 11. října 2006 – Vydáno Kopete 0.12.3
- 23. ledna 2007 – Vydáno Kopete 0.12.4, obsaženo v KDE 3.5.6
- 3. srpna 2008 – poslední aktualizace programu, verze 0.50.80 pro KDE 4.1.0. Nadále nevyvíjeno.